# 両関酒造
両関酒造株式会社（りょうぜきしゅぞう）は、秋田県湯沢市にある酒造会社である。

## 概要
日本酒を主力としているが、乙類焼酎や梅みつワインも製造している。代々伊藤家が社長を務めている同族企業で、キャッチフレーズは長らくなかったが、現在「うまい酒 両関」をキャッチフレーズにしている。

## 沿革
- 1874年 - 7代目伊藤仁右衛門によって創業[1]。
- 1935年 - 第2工場[2]を新設し、合名会社伊藤仁右衛門商店へと改組した[1]。
- 1943年 - ぶどう酒製造を開始。
- 1983年 - 焼酎・果実酒製造を開始。
- 1984年 - ワイン工場を新設。
- 1986年 - 株式会社化[1]。
- 2003年 - 第2工場使用終了。
- 2015年 - 第2工場解体。[3]

## 主な商品
- 日本酒
- 甲類焼酎
- 梅みつワイン

## 受賞歴
全国新酒鑑評会
平成14酒造年 - 29酒造年
- 「両関」金賞受賞 - 平成29年受賞